# Прохоров, Фёдор Георгиевич
Фёдор Георгиевич Прохоров (8 января 1908, Ярцево, Смоленская губерния — 2 февраля 1974, СССР) — советский учёный в области водоподготовки тепловых и атомных электростанций. Доктор технических наук. Дважды лауреат Сталинской премии.

## Биография
Родился в городе Ярцево Смоленской губернии. Окончил в Москве химико-технический техникум и химико-технологический институт (октябрь 1932).
С 19 мая 1931 года и до последних дней работал во Всесоюзном теплотехническом институте (ВТИ) им. Ф. Э. Дзержинского (с 1943 г. институт Всесоюзный теплотехнический научно-исследовательский институт (ВТИ) им. Ф. Э. Дзержинского). С 1945 г. преподавал в МЭИ на кафедре технологии воды и топлива, профессор. В 1946 году за разработку новых методов умягчения и обессоливания воды органическими веществами получил Сталинскую премию. В том же году защитил кандидатскую диссертацию.
Участник атомного проекта, в 1946—1949 гг. руководитель научно-исследовательских работ по водоснабжению и водоочистке завода «А» комбината № 817. За участие в проекте, в 1949 году был награждён орденом Ленина и получил звание лауреата Сталинской премии второй степени.
Жена — Прохорова Астра Михайловна (1925—2013), кандидат технических наук, старший научный сотрудник.

## Публикации
- Прохоров Ф. Г., Прохоров А. М., Янковский К. А.. Химическое обессоливание воды для котлов высоких и сверхвысоких давлений. — Ленинград: Госэнергоиздат, 1956.
- Прохоров Ф. Г. Руководящие указания по химическому обессоливанию воды ионитами. — Ленинград: Госэнергоиздат, 1957. — 192 с.